# Imagination Technologies
Imagination Technologies é uma empresa britânica que desenvolve e licencia soluções em silício de microprocessadores, geralmente voltados para área gráfica. Está por trás de soluções gráficas como os chips PowerVR.
Imagination Technologies está presente nos seguintes lugares: Kings Langley, Hertfordshire (Reino Unido)  Chepstow (Reino Unido), Leeds (Reino Unido), Frankfurt (Alemanha), Califórnia (EUA), Taipei (Taiwan), Tóquio (Japão), Seul (Coreia do Sul), Shenzhen (China) e Pune (Índia).